# Argumento ontológico
Um argumento ontológico é um argumento filosófico, feito a partir de uma base ontológica, que é apresentado em apoio à existência de Deus. Tais argumentos tendem a referir-se ao estado de ser ou existir. Mais especificamente, os argumentos ontológicos são comumente concebidos a priori em relação à organização do universo, segundo os quais, se tal estrutura lógica for verdadeira, Deus deve existir.
O primeiro argumento ontológico na tradição cristã ocidental foi proposto por Santo Anselmo de Cantuária em sua obra de 1078, Proslogion (em latim: Proslogium), no qual ele define Deus como "um ser do qual nada maior pode ser concebido", e argumenta que tal ser deve existir na mente, mesmo na mente da pessoa que nega a existência de Deus. A partir disso, ele sugere que se um ser do qual nada maior pode ser concebido existe na mente, ele também deve existir na realidade, porque se existisse apenas na mente, então um ser ainda maior deveria ser possível – aquele que existe tanto na mente quanto na realidade. Portanto, este maior ser possível deve existir na realidade. Da mesma forma, no Oriente, a Prova da Verdade de Avicena argumentou, embora por razões muito diferentes, que deve haver um "existente necessário".
O filósofo francês do século XVII, René Descartes, empregou um argumento semelhante ao de Anselmo. Descartes publicou diversas variações de seu argumento, cada uma delas centrada na ideia de que a existência de Deus é imediatamente inferível a partir de uma ideia "clara e distinta" de um ser perfeito. No início do século XVIII, Gottfried Leibniz ampliou as ideias de Descartes na tentativa de provar que um ser perfeito é um conceito coerente. Um argumento ontológico mais recente veio de Kurt Gödel, que propôs um argumento formal para a existência de Deus. Norman Malcolm também reviveu o argumento ontológico em 1960, quando localizou um segundo argumento ontológico mais forte na obra de Anselmo. Alvin Plantinga desafiou este argumento e propôs uma alternativa, baseada na lógica modal. Também foram feitas tentativas de validar a prova de Anselmo usando um provador automatizado de teoremas. Outros argumentos foram categorizados como ontológicos, incluindo aqueles apresentados pelos filósofos islâmicos Mulla Sadra e Allama Tabatabai.
Assim como o argumento ontológico se tornou popular, também surgiram diversas críticas e objeções. Seu primeiro crítico foi Gaunilo de Marmoutiers, contemporâneo de Anselmo. Gaunilo, sugerindo que o argumento ontológico poderia ser usado para provar a existência de qualquer coisa, usa a analogia de uma ilha perfeita. Esta seria a primeira de muitas paródias, todas as quais tentavam mostrar as consequências absurdas do argumento ontológico. Mais tarde, Tomás de Aquino rejeitou o argumento com base no fato de que os humanos não podem conhecer a natureza de Deus. David Hume também apresentou uma objecção empírica, criticando a sua falta de raciocínio probatório e rejeitando a ideia de que qualquer coisa pode existir necessariamente. A crítica de Immanuel Kant baseou-se no que ele via como a falsa premissa de que a existência é um predicado, argumentando que "existir" nada acrescenta (incluindo perfeição) à essência de um ser. Assim, um ser perfeito pode ser concebido como não existindo. Finalmente, filósofos como C. D. Broad rejeitaram a coerência de um ser de máxima grandeza, propondo que alguns atributos de grandeza são incompatíveis com outros, tornando incoerente a existência de um ser de máxima grandeza. Defensores contemporâneos do argumento ontológico incluem Alvin Plantinga, Yujin Nagasawa e Robert Maydole.

## Classificação
A definição tradicional de um argumento ontológico foi dada por Immanuel Kant. Ele contrastou o argumento ontológico (literalmente qualquer argumento "relacionado ao ser") com os argumentos cosmológicos e fisioteóricos. Segundo a visão kantiana, os argumentos ontológicos são aqueles fundamentados por meio de raciocínio a priori.
Graham Oppy, que em outro lugar expressou que "não vê nenhuma razão urgente" para se afastar da definição tradicional, definiu argumentos ontológicos como aqueles que começam com "nada além de premissas analíticas, a priori e necessárias" e concluem que Deus existe. Oppy admite, no entanto, que nem todas as "características tradicionais" de um argumento ontológico (ou seja, analiticidade, necessidade e prioridade) são encontradas em todos os argumentos ontológicos e, em seu trabalho de 2007, Argumentos Ontológicos e Crença em Deus, sugeriu que uma definição melhor de um argumento ontológico empregaria apenas considerações "inteiramente internas à cosmovisão teísta".
Oppy subclassificou argumentos ontológicos, com base nas qualidades de suas premissas, usando as seguintes qualidades:
- definitivo: argumentos que invocam definições.
- conceitual (ou hiperintensivo): argumentos que invocam a posse de certos tipos de ideias ou conceitos.
- modal: argumentos que consideram possibilidades.
- meinongiano: argumentos que afirmam uma distinção entre diferentes categorias de existência.
- experiencial: argumentos que empregam a ideia de Deus existindo apenas para aqueles que tiveram experiência dele.
- mereológico: argumentos que se baseiam na teoria da relação todo-parte.[10]
- ordem superior: argumentos que observam que qualquer coleção de propriedades que não inclui todas as propriedades e é fechada sob implicação, é possivelmente instanciada conjuntamente.
- Hegeliano: os argumentos de Hegel.

William Lane Craig criticou o estudo de Oppy como muito vago para uma classificação útil. Craig argumenta que um argumento pode ser classificado como ontológico se tentar deduzir a existência de Deus, juntamente com outras verdades necessárias, a partir de sua definição. Ele sugere que os proponentes de argumentos ontológicos alegariam que, se alguém compreendesse totalmente o conceito de Deus, deveria aceitar a sua existência. William L. Rowe define argumentos ontológicos como aqueles que partem da definição de Deus e, usando apenas princípios a priori, concluem com a existência de Deus.

## Desenvolvimento
Embora uma versão do argumento ontológico apareça explicitamente nos escritos do antigo filósofo grego Xenófanes e variações apareçam nos escritos de Parmênides, Platão e dos neoplatônicos, a visão dominante é que o argumento ontológico foi inicialmente claramente declarado e desenvolvido por Anselmo de Cantuária. Alguns estudiosos argumentam que o filósofo islâmico Avicena (Ibn Sina) desenvolveu um tipo especial de argumento ontológico antes de Anselmo, enquanto outros duvidaram desta posição.
O filósofo americano Daniel Dombrowski marcou três etapas principais no desenvolvimento do argumento:
1. A formulação explícita inicial de Anselmo,
2. as críticas do século XVIII de Kant e Hume, e
3. a identificação de um segundo argumento ontológico no Proslogion de Anselmo pelos filósofos do século XX.

### Anselmo

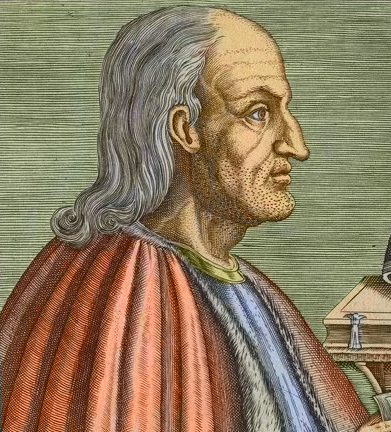
Anselmo de Cantuária foi o primeiro a tentar um argumento ontológico para a existência de Deus.

O teólogo e filósofo Anselmo de Cantuária propôs um argumento ontológico nos capítulos 2 e 3 de seu Proslogion. O argumento de Anselmo não foi apresentado para provar a existência de Deus, em vez disso, Proslogion foi uma obra de meditação na qual ele documentou como a ideia de Deus se tornou evidente para ele.
No Capítulo 2 do Proslogion, Anselmo define Deus como um "ser do qual nada maior pode ser concebido". Embora Anselmo tenha sido frequentemente creditado como o primeiro a compreender Deus como o maior ser possível, esta percepção foi amplamente descrita entre os antigos filósofos gregos e os primeiros escritores cristãos. Ele sugere que mesmo "o tolo" pode compreender este conceito, e esta compreensão em si significa que o ser deve existir na mente. O conceito deve existir apenas em nossa mente, ou tanto em nossa mente quanto na realidade. Se tal ser existe apenas em nossa mente, então um ser maior – aquele que existe na mente e na realidade – pode ser concebido (este argumento é geralmente considerado como um reductio ad absurdum porque a visão do tolo é comprovadamente inconsistente). Portanto, se podemos conceber um ser do qual nada maior pode ser concebido, ele deve existir na realidade. Assim, um ser do qual nada maior poderia ser concebido, que Anselmo definiu como Deus, deve existir na realidade.
O argumento de Anselmo no Capítulo 2 pode ser resumido da seguinte forma:
1. É uma verdade conceitual (ou, por assim dizer, verdadeira por definição) que Deus é um ser do qual nada maior pode ser imaginado (isto é, o maior ser possível que pode ser imaginado).
2. Deus existe como uma ideia na mente.
3. Um ser que existe como uma ideia na mente e na realidade é maior do que um ser que existe apenas como uma ideia na mente.
4. Assim, se Deus existe apenas como uma ideia na mente, então podemos imaginar algo que é maior que Deus (isto é, um ser maior possível que existe).
5. Mas não podemos imaginar algo que seja maior que Deus (pois é uma contradição supor que podemos imaginar um ser maior que o maior ser possível que pode ser imaginado).
6. Portanto, Deus existe.

No Capítulo 3, Anselmo apresenta mais um argumento na mesma linha:
1. Por definição, Deus é um ser maior do que o qual nada pode ser imaginado.
2. Um ser que existe necessariamente na realidade é maior do que um ser que não existe necessariamente.
3. Assim, por definição, se Deus existe como uma ideia na mente, mas não existe necessariamente na realidade, então podemos imaginar algo que é maior que Deus.
4. Mas não podemos imaginar algo que seja maior que Deus.
5. Assim, se Deus existe na mente como uma ideia, então Deus existe necessariamente na realidade.
6. Deus existe na mente como uma ideia.
7. Portanto, Deus existe necessariamente na realidade.

Isto contém a noção de um ser que não pode ser concebido como não existindo. Ele argumentou que se algo pode ser concebido como não existindo, então algo maior pode ser concebido. Consequentemente, uma coisa que nada maior pode ser concebido não pode ser concebida como não existindo e, portanto, deve existir. Isto pode ser lido como uma reafirmação do argumento do Capítulo 2, embora Norman Malcolm acredite que seja um argumento diferente e mais forte.

### René Descartes

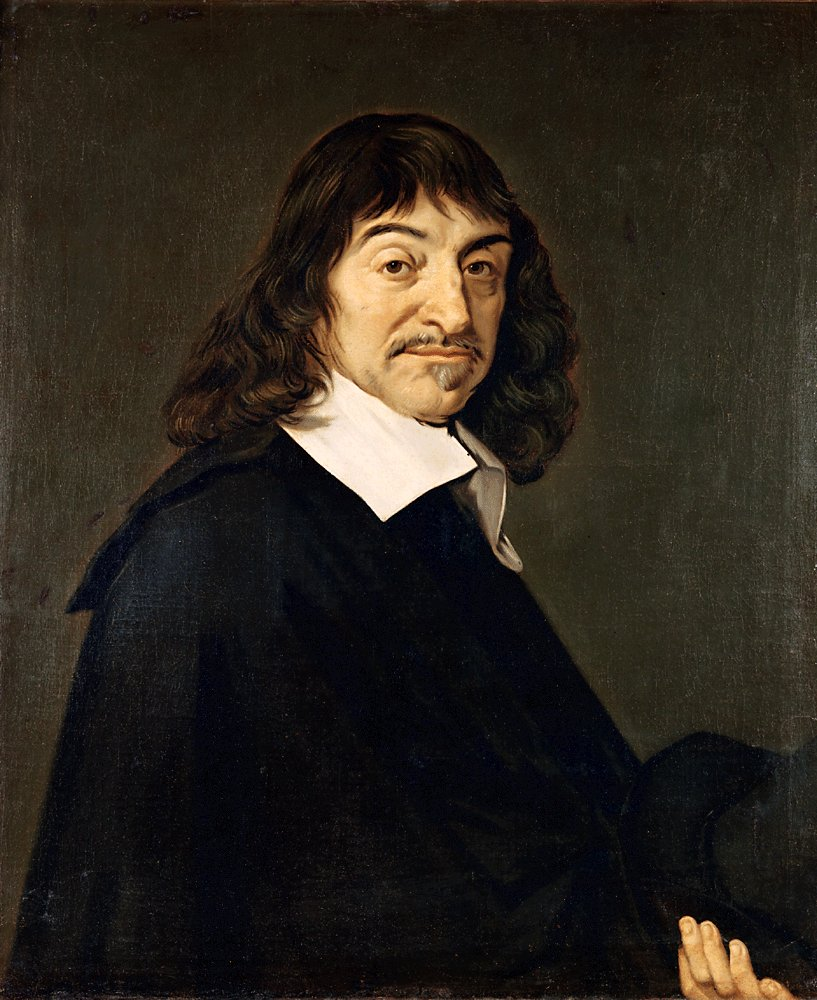
O pensador francês René Descartes propôs vários argumentos que poderiam ser chamados de ontológicos

René Descartes propôs uma série de argumentos ontológicos que diferem da formulação de Anselmo. De modo geral, são argumentos com menos formalidade do que intuição natural.
Em Meditação, Livro V, Descartes escreveu:
| “ | Mas, se o mero fato de que eu posso produzir do meu pensamento a ideia de algo implica que tudo o que eu percebo clara e distintamente pertencer àquela coisa realmente pertence a ela, não é esta uma base possível para outro argumento para provar a existência de Deus? Certamente, a ideia de Deus, ou um ser supremamente perfeito, é uma que eu encontro dentro de mim tão certamente quanto a ideia de qualquer forma ou número. E meu entendimento de que pertence à sua natureza que ele sempre exista não é menos claro e distinto do que é o caso quando eu provo de qualquer forma ou número que alguma propriedade pertence à sua natureza. | ” |

Descartes argumenta que a existência de Deus pode ser deduzida a partir da sua natureza, assim como as ideias geométricas podem ser deduzidas da natureza das formas – Descartes usa como exemplo a dedução dos tamanhos dos ângulos num triângulo. Ele sugeriu que o conceito de Deus é o de um ser supremamente perfeito, contendo todas as perfeições. Ele parece ter assumido que a existência é um predicado de uma perfeição. Assim, se a noção de Deus não incluísse a existência, não seria supremamente perfeita, pois careceria de perfeição. Portanto, a noção de um Deus supremamente perfeito que não existe, argumenta Descartes, é ininteligível. Portanto, de acordo com a sua natureza, Deus deve existir.

### Baruch Spinoza
No Breve Tratado sobre Deus, o Homem e Seu Bem-Estar de Spinoza, ele escreveu uma seção intitulada "Tratando de Deus e o que lhe pertence", na qual discute a existência de Deus e o que Deus é. Ele começa dizendo: "se Deus existe, isso, dizemos, pode ser provado". Sua prova para Deus segue uma estrutura semelhante ao argumento ontológico de Descartes. Descartes tenta provar a existência de Deus argumentando que "deve haver alguma coisa que seja supremamente boa, através da qual todas as coisas boas têm a sua bondade". O argumento de Spinoza difere porque ele não passa diretamente da concebibilidade do maior ser para a existência de Deus, mas antes usa um argumento dedutivo a partir da ideia de Deus. Spinoza diz que as ideias do homem não vêm dele mesmo, mas de algum tipo de causa externa. Assim, as coisas cujas características um homem conhece devem ter vindo de alguma fonte anterior. Então, se o homem tem a ideia de Deus, então Deus deve existir antes desse pensamento, porque o homem não pode criar uma ideia da sua própria imaginação.

### Gottfried Leibniz

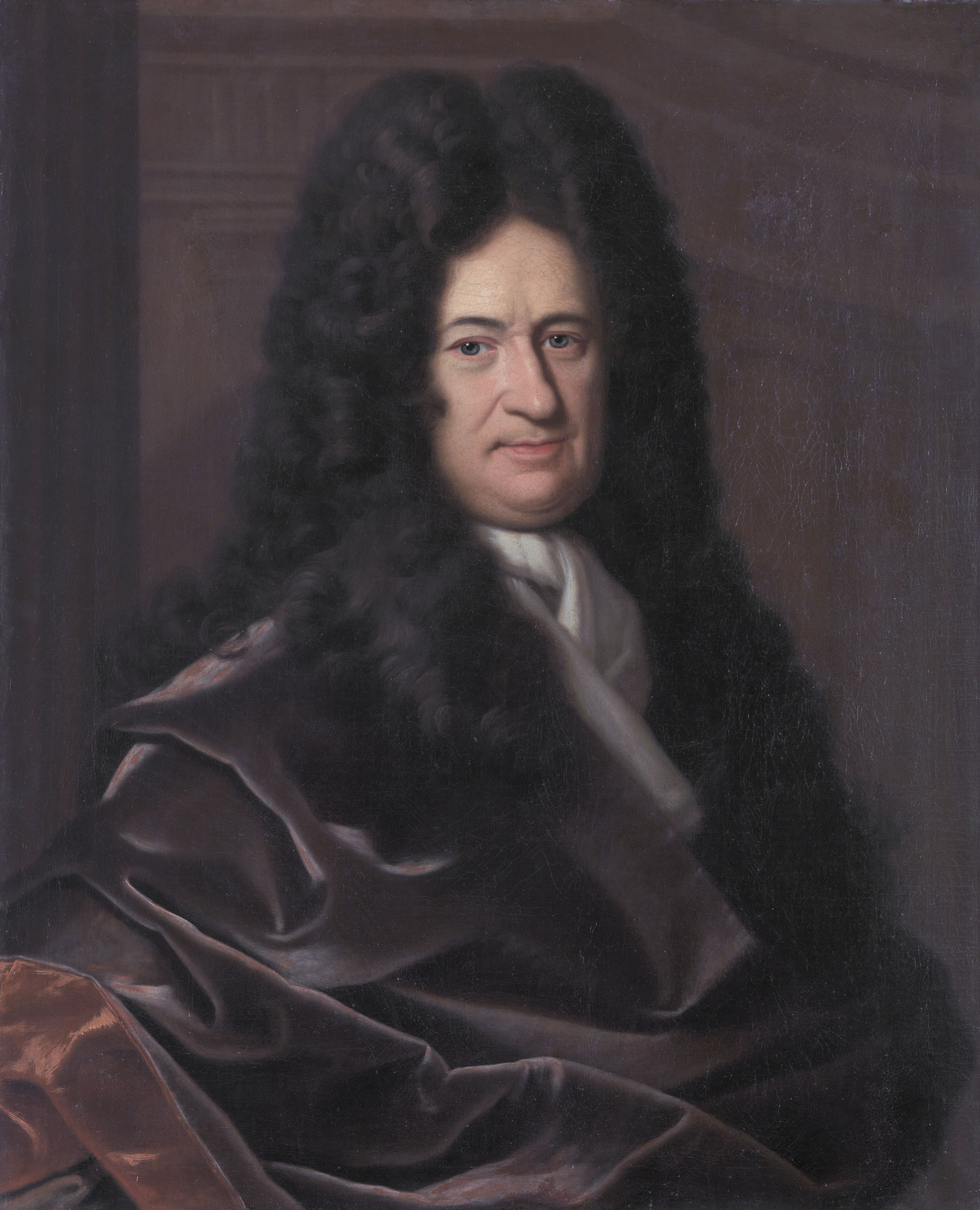
O filósofo alemão Gottfried Leibniz tentou provar a coerência de um "ser supremamente perfeito"

Gottfried Wilhelm Leibniz viu um problema no argumento ontológico de Descartes: Descartes não havia afirmado a coerência de um ser "supremamente perfeito". Ele propôs que, a menos que a coerência de um ser supremamente perfeito pudesse ser demonstrada, o argumento ontológico falharia. Leibniz via a perfeição como impossível de analisar, portanto, seria impossível demonstrar que todas as perfeições são incompatíveis. Ele argumentou que todas as perfeições podem existir juntas numa única entidade, e que o argumento de Descartes ainda é válido.

### Mulla Sadra
Mulla Sadra foi um filósofo islâmico xiita iraniano que foi influenciado por filósofos muçulmanos anteriores, como Avicena e Suhrawardi, bem como pelo metafísico sufi Ibn 'Arabi. Sadra discutiu os argumentos de Avicena para a existência de Deus, alegando que não eram a priori. Ele rejeitou o argumento com base em que a existência precede a essência, ou que a existência dos seres humanos é mais fundamental do que a sua essência.
Sadra apresentou um novo argumento, conhecido como Argumento Seddiqin ou Argumento dos Justos. O argumento tenta provar a existência de Deus através da realidade da existência e concluir com a necessidade pré-eterna de Deus. Neste argumento, uma coisa é demonstrada por si mesma, e um caminho é idêntico ao objetivo. Em outros argumentos, a verdade é alcançada a partir de uma fonte externa, como do possível ao necessário, do originado à origem eterna, ou do movimento ao motor imóvel. No argumento dos justos, não existe meio termo além da verdade. Sua versão do argumento ontológico pode ser resumida da seguinte forma:
1. A existência existe;
2. A existência é uma perfeição acima da qual nenhuma perfeição pode ser concebida;
3. Deus é perfeição e perfeição em existência;
4. A existência é uma realidade singular e simples; não há pluralismo metafísico;
5. Essa realidade singular é graduada em intensidade numa escala de perfeição (isto é, uma negação de um monismo puro);
6. Essa escala deve ter um ponto limite, um ponto de maior intensidade e de maior existência;
7. Portanto, Deus existe.

Mulla Sadra descreve este argumento em sua obra principal al-asfar al-arba'a (quatro viagens) da seguinte forma: "A existência é uma realidade única, objetiva e simples, e não há diferença entre suas partes, a não ser em termos de perfeição e imperfeição, força e fraqueza... E o ponto culminante da sua perfeição, onde não há nada mais perfeito, é a sua independência de qualquer outra coisa. Nada mais perfeito deveria ser concebível, pois toda coisa imperfeita pertence a outra coisa e precisa desta outra para se tornar perfeita. E, como já foi explicado, a perfeição é anterior à imperfeição, a atualidade à potência e a existência à inexistência. Além disso, foi explicado que a perfeição de uma coisa é a própria coisa, e não uma coisa adicional a ela. Assim, ou a existência é independente dos outros ou necessita dos outros. O primeiro é o Necessário, que é pura existência. Nada é mais perfeito do que Ele. E Nele não há espaço para inexistência ou imperfeição. Este último é outro que Ele, e é considerado como Seus atos e efeitos, e para outro além Dele não há subsistência, a não ser através Dele. Pois não há imperfeição na realidade da existência, e a imperfeição é acrescentada à existência apenas por causa da qualidade de ser causada, pois é impossível que um efeito seja idêntico à sua causa em termos de existência".

### Friedrich Hegel
Em resposta à rejeição de Kant da filosofia especulativa tradicional em sua Primeira Crítica, e à rejeição de Kant do Argumento Ontológico, Friedrich Hegel propôs ao longo de sua vida que Immanuel Kant estava enganado. Hegel criticou o famoso argumento dos 100 táleres de Kant. Kant disse que "uma coisa é ter 100 táleres na mente, e outra bem diferente é ter 100 táleres no bolso". Segundo Kant, podemos imaginar um Deus, mas isso não prova que Deus existe. Hegel argumentou que a formulação de Kant era imprecisa. Ele referiu-se ao erro de Kant em todas as suas principais obras de 1807 a 1831: para Hegel, o "verdadeiro" é o "todo" (PhG, parágrafo 20), e o "verdadeiro" é o Geist —que quer dizer "espírito" ou "Deus". Portanto, Deus é todo o cosmos, tanto o invisível quanto o visível. Este erro de Kant, portanto, foi sua comparação de uma entidade finita e contingente, como 100 táleres, com o Ser infinito e necessário, ou seja, o todo. Segundo Hegel, quando considerado como a totalidade do ser, tanto o invisível quanto o visível, e não simplesmente "um ser entre muitos", então o argumento ontológico floresce, e sua necessidade lógica se torna óbvia. Hegel assinou um contrato de publicação de um livro em 1831, ano de sua morte, para uma obra intitulada Palestras sobre as Provas da Existência de Deus. Hegel morreu antes de terminar o livro. Deveria ter três seções: (1) O Argumento Cosmológico; (2) O Argumento Teleológico; e (3) o Argumento Ontológico. Hegel morreu antes de começar as seções 2 e 3. Seu trabalho é publicado hoje como incompleto, com apenas parte de seu Argumento Cosmológico intacto. Para analisar as ideias de Hegel sobre o argumento ontológico, os estudiosos tiveram que juntar seus argumentos de vários parágrafos de suas outras obras. Certos estudiosos sugeriram que toda a filosofia de Hegel compõe um argumento ontológico.

### Kurt Gödel
O matemático Kurt Gödel forneceu um argumento formal para a existência de Deus. O argumento foi construído por Gödel, mas só foi publicado muito depois de sua morte. Ele forneceu um argumento baseado na lógica modal; ele usa a concepção de propriedades, concluindo em última análise com a existência de Deus.
- Definição 1: x é semelhante a Deus se e somente se x tem como propriedades essenciais aquelas e somente aquelas propriedades que são positivas;
- Definição 2: A é uma essência de x se e somente se para cada propriedade B, x tem B necessariamente se e somente se A implica B;
- Definição 3: x existe necessariamente se e somente se toda essência de x for necessariamente exemplificada;
- Axioma 1: Se uma propriedade é positiva, então sua negação não é positiva;
- Axioma 2: Qualquer propriedade implicada por - isto é, estritamente implícita por - uma propriedade positiva é positiva;
- Axioma 3: A propriedade de ser semelhante a Deus é positiva;
- Axioma 4: Se uma propriedade é positiva, então é necessariamente positiva;
- Axioma 5: A existência necessária é positiva;
- Axioma 6: Para qualquer propriedade P, se P é positivo, então ser necessariamente P é positivo;
- Teorema 1: Se uma propriedade é positiva, então ela é consistente, ou seja, possivelmente exemplificada;
- Corolário 1: A propriedade de ser semelhante a Deus é consistente;
- Teorema 2: Se algo é semelhante a Deus, então a propriedade de ser semelhante a Deus é uma essência dessa coisa;
- Teorema 3: Necessariamente, a propriedade de ser semelhante a Deus é exemplificada.

Gödel definiu ser "semelhante a Deus" como ter todas as propriedades positivas. Gödel propôs que fosse entendida num sentido estético e moral, ou alternativamente como o oposto da privação (a ausência de qualidades necessárias no universo). Ele alertou contra a interpretação de "positivo" como sendo moral ou esteticamente "bom" (a maior vantagem e a menor desvantagem), pois inclui características negativas. Em vez disso, ele sugeriu que "positivo" deveria ser interpretado como perfeito, ou "puramente bom", sem características negativas.
Os teoremas sistematizados por Gödel decorrem dos axiomas, portanto a maioria das críticas à teoria concentra-se nesses axiomas ou nas suposições feitas. Por exemplo, o axioma 5 não explica por que a existência necessária é positiva em vez da existência possível, um axioma do qual todo o argumento decorre. Ou, para o axioma 1, para usar outro exemplo, a negação de uma propriedade positiva inclui tanto a falta de quaisquer propriedades como a propriedade oposta, e apenas a falta de quaisquer propriedades é uma privação de uma propriedade, e não da propriedade oposta (por exemplo, a falta de felicidade pode simbolizar tristeza ou ausência de emoção, mas apenas a falta de emoção pode ser vista como uma privação ou propriedade negativa). Qualquer um desses axiomas, sendo visto como não mapeado para a realidade, faria com que todo o argumento falhasse. Oppy argumenta que Gödel não dá nenhuma definição de "propriedades positivas". Ele sugeriu que, se essas propriedades positivas formam um conjunto, não há razão lógica suficiente para acreditar que exista tal conjunto que seja teologicamente interessante, ou que exista apenas um conjunto de propriedades positivas que seja teologicamente interessante.

### Versões modais do argumento ontológico
A lógica modal lida com a lógica da possibilidade e também da necessidade. Paul Oppenheimer e Edward N. Zalta observam que, para o capítulo 2 do Proslogion de Anselmo, "muitos autores recentes interpretaram este argumento como modal". Na frase "aquilo além do qual nada maior pode ser concebido", a palavra "pode" poderia ser interpretada como referindo-se a uma possibilidade. No entanto, os autores escrevem que "a lógica do argumento ontológico em si não inclui inferências baseadas nesta modalidade". No entanto, tem havido versões lógicas mais recentes e declaradamente modais do argumento ontológico, e sobre a aplicação deste tipo de lógica ao argumento, James Franklin Harris escreve: "Diferentes versões do argumento ontológico, as chamadas versões "modais" do argumento, que possivelmente evitam a parte do argumento de Anselmo que "trata a existência como um predicado", começaram a surgir. A [versão lógica modal] destas formas de defesa do argumento ontológico foi o desenvolvimento mais significativo".

#### Malcom
Norman Malcolm e Charles Hartshorne são os principais responsáveis por introduzir versões modais do argumento no debate contemporâneo. Ambos alegaram que Anselmo tinha duas versões do argumento ontológico, a segunda das quais era uma versão lógica modal. Segundo James Harris, esta versão é representada por Malcolm assim: "Se isso [aquilo do qual nada maior pode ser concebido] pode ser concebido, então deve existir. Pois ninguém que negue ou duvide da existência de um ser maior do que o inconcebível, nega ou duvida que, se ele existisse, sua inexistência, seja na realidade ou no entendimento, seria impossível. Pois de outra forma não seria um ser maior do que o que não pode ser concebido. Mas quanto a tudo o que pode ser concebido, mas não existe: se existisse, sua não existência, tanto na realidade quanto no entendimento, seria possível. Portanto, se um ser maior do que o que não pode ser concebido, pode até mesmo ser concebido, ele deve existir".
Referindo-se aos dois argumentos ontológicos propostos por Anselmo nos Capítulos 2 e 3 de seu Proslogion, Malcolm apoiou a crítica de Kant ao argumento de Anselmo no Capítulo 2: que a existência não pode ser uma perfeição de algo. No entanto, ele identificou o que vê como o segundo argumento ontológico no Capítulo 3, que não é suscetível a tais críticas.
No segundo argumento de Anselmo, Malcolm identificou dois pontos-chave: primeiro, que um ser cuja não existência é logicamente impossível é maior do que um ser cuja não existência é logicamente possível e, segundo, que Deus é um ser "do qual nada maior pode ser concebido". Malcolm apoiou essa definição de Deus e sugeriu que ela torna a proposição da existência de Deus uma afirmação logicamente necessariamente verdadeira (da mesma forma que "um quadrado tem quatro lados" é logicamente necessariamente verdadeiro). Assim, embora rejeitasse a ideia de que a existência em si é uma perfeição, Malcolm argumentou que a existência necessária é uma perfeição. Isso, ele argumentou, provava a existência de um ser necessário insuperavelmente grande.
Jordan Sobel escreve que Malcolm está incorreto ao supor que o argumento que ele está expondo pode ser encontrado inteiramente no capítulo 3 do Proslogion. "Anselmo pretendia no Proslogion III não um argumento independente para a existência de Deus, mas uma continuação do argumento do Proslogion II".

#### Hartshorne
Hartshorne concebe seu argumento modal da seguinte forma:
Considere ' {\displaystyle q} ' significando 'Existe um ser perfeito' e ' {\displaystyle p\to \ q} ' para ' {\displaystyle p} implica estritamente {\displaystyle q} '.
1. Suponha que a perfeição não poderia existir contingentemente (Princípio de Anselmo): {\displaystyle q\to \Box q}
2. Considere o seguinte teorema: {\displaystyle \Box q\lor \neg \Box q}
3. Considere o seguinte axioma: {\displaystyle \neg \Box q\to \Box \neg \Box q}
4. Inferência de 2, 3: {\displaystyle \Box q\lor \Box \neg \Box q}
5. Inferência de 1: {\displaystyle \Box \neg \Box q\to \Box \neg q}
6. Inferência de 4, 5: {\displaystyle \Box q\lor \Box \neg q}
7. Suponha que a perfeição não é impossível: {\displaystyle \neg \Box \neg q}
8. Inferência de 6, 7: {\displaystyle \Box q}
9. Considere o seguinte axioma: {\displaystyle \Box q\to q}
10. Inferência de 8, 9: {\displaystyle q}

Na etapa 3, uma versão da característica do axioma para S5 é introduzida. No entanto, Robert Adams mostrou que, com apenas pequenas alterações formais, o Sistema Brouwersche é suficiente.
Hartshorne diz que, para Anselmo, "a existência necessária é uma maneira superior de existência à existência ordinária e contingente, e que a existência ordinária e contingente é um defeito". Para Hartshorne, tanto Hume quanto Kant se concentraram apenas em se o que existe é maior do que o que não existe. No entanto, "o ponto de Anselmo é que o que existe e não pode não existir é maior do que aquilo que existe e não pode existir". Isso evita a questão de se a existência é ou não um predicado.

#### Alvin Plantinga

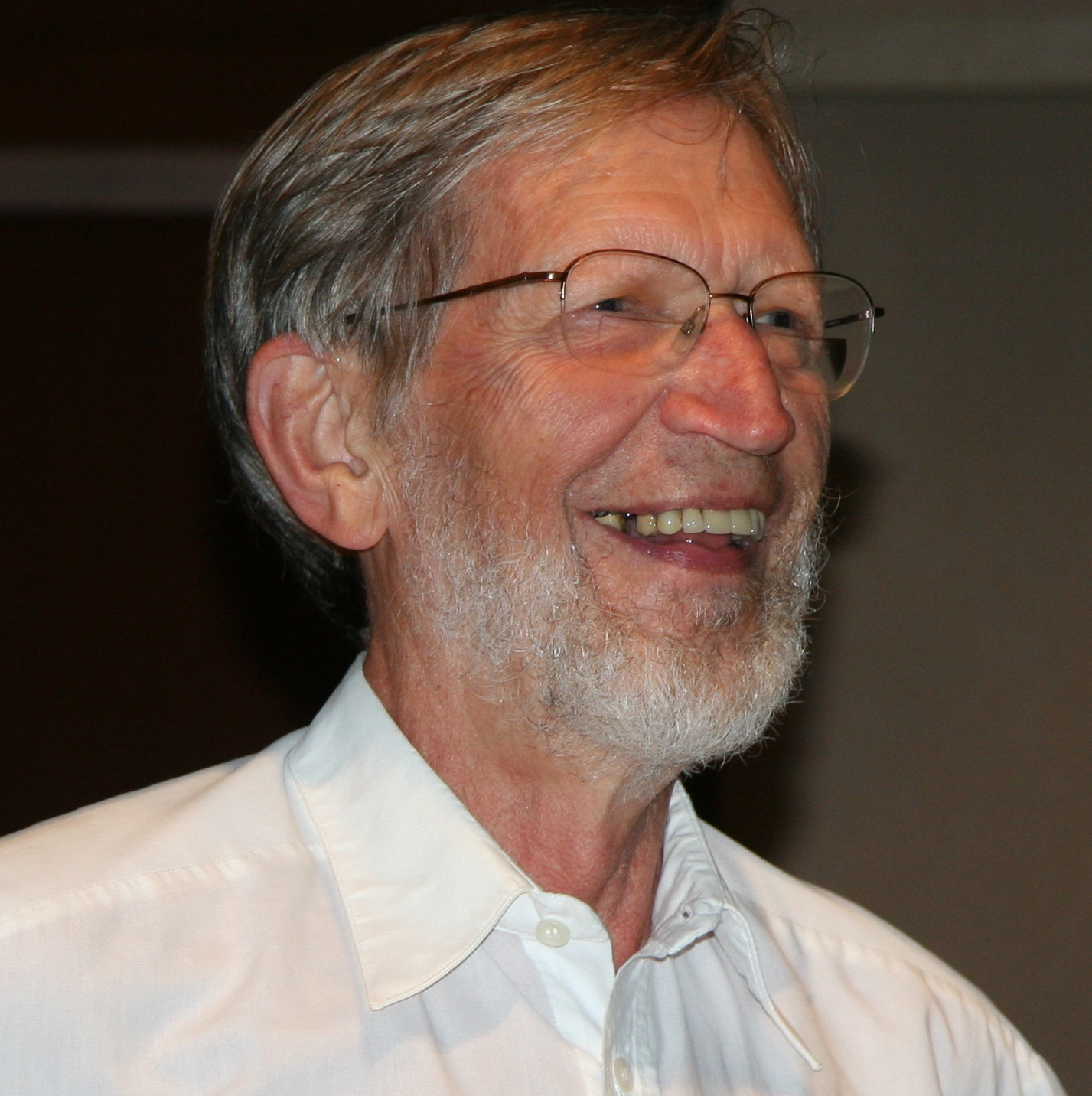
Alvin Plantinga criticou os argumentos ontológicos de Malcolm e Hartshorne e propôs uma variação própria

O filósofo analítico cristão Alvin Plantinga criticou os argumentos de Malcolm e Hartshorne e ofereceu uma alternativa. Plantinga desenvolveu seu argumento nos livros intitulados A natureza da necessidade (1974; cap. 10) e Deus, Liberdade e Mal (1974; parte 2 c). Neles, ele não distingue entre a contribuição de Malcom e Hartshorne e os trata como se tivessem apresentado aproximadamente a mesma ideia. Jordan Sobel opõe-se à confusão entre as opiniões de Malcom e Hartshorne desta forma, sustentando que a versão de Hartshorne não é vulnerável à objecção que Plantinga afirma levantar.
Plantinga resume as contribuições de Malcom e Hartshorne da seguinte forma. Qualquer entidade seria maior do que é, se existisse necessariamente (isto é, se existisse em todos os mundos possíveis). Portanto, a existência necessária é uma propriedade que contribui para a grandeza de uma entidade. Deus, como um ser maximamente grande, deve, portanto, existir necessariamente. É possível que (ou seja, haja um mundo possível onde) Deus, um ser maximamente grande, exista. Se Deus existe naquele mundo, então, sendo maximamente grande, Deus existe em todos os mundos. Portanto, Deus também existe no mundo real e o faz por necessidade.
A crítica de Plantinga é que o argumento, assim interpretado, não mostra o suficiente. Se for bem-sucedido, prova a existência necessária de um ser que seja maximamente grande em algum mundo possível. Mas tal ser — embora extremamente grande em algum lugar — pode não ser (nem remotamente) grande em nosso mundo. A grandeza máxima de Deus, contudo, não é meramente acidental: "Ele não poderia ter sido de outra forma". Portanto, se Deus existe em algum mundo possível, ele deve ser maximamente grande em todos os mundos. Observe aqui que, de acordo com Jordan Sobel, essa objeção não é um problema para o relato de Hartshorne. Hartshorne, escreve Sobel, não considera perfeito um ser que não é perfeito em todos os mundos (mas apenas em alguns).
Numa tentativa de tornar o argumento imune às suas críticas, Plantinga diferenciou entre "grandeza máxima" e "excelência máxima". A excelência de um ser em um mundo particular depende apenas de suas propriedades naquele mundo; a grandeza de um ser depende de suas propriedades em todos os mundos. Portanto, o maior ser possível deve ter excelência máxima em todos os mundos possíveis. Um ser é maximamente excelente em um mundo somente se for onisciente, onipotente e moralmente perfeito. Um ser é maximamente grande se for maximamente excelente em todos os mundos possíveis. Dado que a grandeza máxima é a excelência máxima em todos os mundos, ela também implica a existência necessária. Plantinga então reafirmou o argumento de Malcolm, usando o conceito de "grandeza máxima". Ele argumentou que é possível que um ser com grandeza máxima exista, então um ser com grandeza máxima existe em um mundo possível. Se assim for, então um ser com grandeza máxima existe em todos os mundos e, portanto, neste mundo.
De acordo com Graham Oppy, podemos resumir a interpretação do argumento de Plantinga da seguinte forma:
1. "Existe um mundo possível no qual há uma entidade que possui grandeza máxima. (Premissa)
2. (Portanto) Existe uma entidade que possui grandeza máxima. (De 1)"[65]

Existem diferentes reconstruções do argumento de Plantinga na literatura, por exemplo, a de Graham Oppy acima, a de Jordan Sobel em seu livro Logic and Theism, a de Joshua Rasmussen em seu capítulo de livro Plantinga, ou a de Gregory Stacey em seu artigo Modal Ontological Arguments. Note-se que na versão final do seu argumento, Plantinga formula-o em termos de instanciações de propriedades, em vez de em termos de seres possíveis. Ele faz isso para evitar questões decorrentes do status dos seres possíveis e escreve que sempre que ele usa o termo "ser possível", ele pode ser facilmente reformulado em termos de propriedades e suas instâncias.
Segundo Graham Oppy, a validade deste argumento depende de um sistema B ou S5 de lógica modal, porque eles têm as relações de acessibilidade adequadas entre os mundos. A versão de Plantinga de S5 sugere que "Dizer que p é possivelmente necessariamente verdadeiro é dizer que, com relação a um mundo possível, é verdadeiro em todos os mundos; mas nesse caso é verdadeiro em todos os mundos e, portanto, é simplesmente necessário". Em outras palavras, dizer que p é necessariamente possível significa que p é verdadeiro em pelo menos um mundo possível W (se for um mundo real; Plantinga também usou os Axiomas B de S5: {\displaystyle A\to \Box \Diamond A} ) e, portanto, é verdade em todos os mundos porque sua onipotência, onisciência e perfeição moral são sua essência.
Na versão do argumento em Deus, Liberdade e Mal, Plantinga esclareceu que "segue-se que se W tivesse sido real, teria sido impossível que não houvesse tal ser. Ou seja, se W tivesse sido real, "(33) Não existe ser onipotente, onisciente e moralmente perfeito," teria sido uma proposta impossível. Mas se uma proposição é impossível em pelo menos um mundo possível, então ela é impossível em todos os mundos possíveis; o que é impossível não varia de mundo para mundo. Assim, (33) é impossível no mundo real, ou seja, impossível simpliciter. Mas se é impossível que tal ser não exista, então na verdade existe um ser que é onipotente, onisciente e moralmente perfeito; esse ser, além disso, tem essas qualidades essencialmente e existe em todos os mundos possíveis.
Uma versão do seu argumento pode ser formulada da seguinte forma:
1. Um ser tem excelência máxima em um dado mundo possível W se e somente se ele for onipotente, onisciente e totalmente bom em W ; e
2. Um ser tem grandeza máxima se tem excelência máxima em todos os mundos possíveis.
3. É possível que exista um ser que tenha a máxima grandeza. (Premissa)
4. Portanto, possivelmente, é necessariamente verdade que existe um ser onisciente, onipotente e perfeitamente bom.
5. Portanto, (pelo axioma 5 de S5) é necessariamente verdade que existe um ser onisciente, onipotente e perfeitamente bom.
6. Portanto, existe um ser onisciente, onipotente e perfeitamente bom.

Plantinga argumentou que, embora a primeira premissa não seja racionalmente estabelecida, ela não é contrária à razão. Michael Martin argumentou que, se certos componentes da perfeição são contraditórios, como onipotência e onisciência, então a primeira premissa é contrária à razão. Martin também propôs paródias do argumento, sugerindo que a existência de qualquer coisa pode ser demonstrada com o argumento de Plantinga, desde que seja definida como perfeita ou especial em todos os mundos possíveis.
Outro filósofo cristão, William Lane Craig, caracteriza o argumento de Plantinga de uma maneira ligeiramente diferente:
1. É possível que exista um ser maximamente grande.
2. Se é possível que um ser maximamente grande exista, então um ser maximamente grande existe em algum mundo possível.
3. Se um ser maximamente grande existe em algum mundo possível, então ele existe em todos os mundos possíveis.
4. Se um ser maximamente grande existe em todos os mundos possíveis, então ele existe no mundo real.
5. Se um ser maximamente grande existe no mundo real, então um ser maximamente grande existe.
6. Portanto, existe um ser maximamente grande.[76]

De acordo com Craig, as premissas (2)–(5) são relativamente incontroversas entre os filósofos, mas "a aceitabilidade epistêmica da premissa (1) (ou sua negação) não garante sua possibilidade metafísica". Além disso, o filósofo Richard M. Gale argumentou que a premissa um, a "premissa da possibilidade", levanta a questão. Ele afirmou que só se tem o direito epistémico de aceitar a premissa se se compreenderem os operadores modais aninhados, e que se se os compreenderem dentro do sistema S5 — sem o qual o argumento falha — então se compreende que "possivelmente necessariamente" é, em essência, o mesmo que "necessariamente". Portanto, a premissa levanta a questão porque a conclusão está embutida nela. Plantinga antecipou esta linha de objecção e salientou na sua defesa que qualquer argumento dedutivamente válido irá invocar a questão desta forma.
Sobre sistemas de lógica modal em geral, James Garson escreve que "as palavras 'necessariamente' e 'possivelmente' têm muitos usos diferentes. Portanto, a aceitabilidade dos axiomas para a lógica modal depende de qual desses usos temos em mente". Avaliando o argumento de Plantinga em particular, no entanto, Graham Oppy observa que S5 é normalmente considerado o sistema certo para capturar usos lógicos e metafísicos de "necessariamente" e "possivelmente" (que são os usos em jogo no argumento de Plantinga).

### O ditado de Sankara
Uma abordagem para apoiar a premissa da possibilidade na versão do argumento de Plantinga foi tentada por Alexander Pruss. Ele começou com a máxima do filósofo indiano Sankara, dos séculos VIII a IX d.C, de que se algo é impossível, não podemos ter uma percepção (mesmo que não verídica) de que esse é o caso. Segue-se que se tivermos uma percepção de que p, então mesmo que possa não ser o caso de p, é pelo menos o caso de que possivelmente p. Se os místicos de fato percebem a existência de um ser maximamente grande, segue-se que a existência de um ser maximamente grande é pelo menos possível.

## Críticas e objeções

### Gaulino
Uma das primeiras objeções registradas ao argumento de Anselmo foi levantada por um dos contemporâneos de Anselmo, Gaunilo de Marmoutiers. Ele convidou o leitor a conceber uma ilha "mais excelente" do que qualquer outra ilha. Ele sugeriu que, segundo a prova de Anselmo, esta ilha deveria necessariamente existir, pois uma ilha que existisse seria mais excelente. A crítica de Gaunilo não demonstra explicitamente uma falha no argumento de Anselmo; em vez disso, argumenta que se o argumento de Anselmo é sólido, o mesmo ocorre com muitos outros argumentos da mesma forma lógica, que não podem ser aceitos. Ele ofereceu mais uma crítica ao argumento ontológico de Anselmo, sugerindo que a noção de Deus não pode ser concebida, como Anselmo havia afirmado. Ele argumentou que muitos teístas aceitariam que Deus, por natureza, não pode ser totalmente compreendido. Portanto, se os humanos não conseguem conceber Deus plenamente, o argumento ontológico não pode funcionar.
Anselmo respondeu às críticas de Gaunilo argumentando que o argumento se aplicava apenas a conceitos com existência necessária. Ele sugeriu que apenas um ser com existência necessária pode cumprir a missão de "aquilo do qual nada maior pode ser concebido". Além disso, um objeto contingente, como uma ilha, poderia sempre ser melhorado e, portanto, nunca poderia atingir um estado de perfeição. Por essa razão, Anselmo rejeitou qualquer argumento que não se relacionasse com um ser com existência necessária.
Outras paródias foram apresentadas, incluindo o corolário do diabo, o corolário sem diabo e o corolário extremo sem diabo. O corolário do diabo propõe que existe, no entendimento, um ser do qual nada pior pode ser concebido (às vezes o termo menor é usado no lugar de pior). Utilizando a forma lógica de Anselmo, a paródia argumenta que, se existir no entendimento, um ser pior seria aquele que existe na realidade, logo, tal ser existe. O corolário sem diabo é semelhante, mas argumenta que um ser pior seria aquele que não existe na realidade, portanto não existe. O corolário extremo nenhum diabo avança sobre isso, propondo que um ser pior seria aquele que não existe no entendimento, portanto tal ser não existe nem na realidade nem no entendimento. Timothy Chambers argumentou que o corolário do diabo é mais poderoso do que o desafio de Gaunilo porque resiste aos desafios que podem derrotar a paródia de Gaunilo. Ele também afirmou que o corolário extremo da ausência do diabo é um forte desafio, pois "subscreve" o corolário da ausência do diabo, que "ameaça o argumento de Anselmo em seus próprios fundamentos".

### Tomás de Aquino
Tomás de Aquino, ao propor as cinco vias da existência de Deus em sua Summa Theologica, objetou ao argumento de Anselmo. Ele sugeriu que as pessoas não podem conhecer a natureza de Deus e, portanto, não podem conceber Deus da maneira proposta por Anselmo. O argumento ontológico só teria sentido para alguém que compreendesse completamente a essência de Deus. Tomás de Aquino raciocinou que, como só Deus pode conhecer completamente a Sua essência, só Ele poderia usar o argumento. Sua rejeição do argumento ontológico levou outros teólogos católicos a também rejeitarem o argumento.

### David Hume

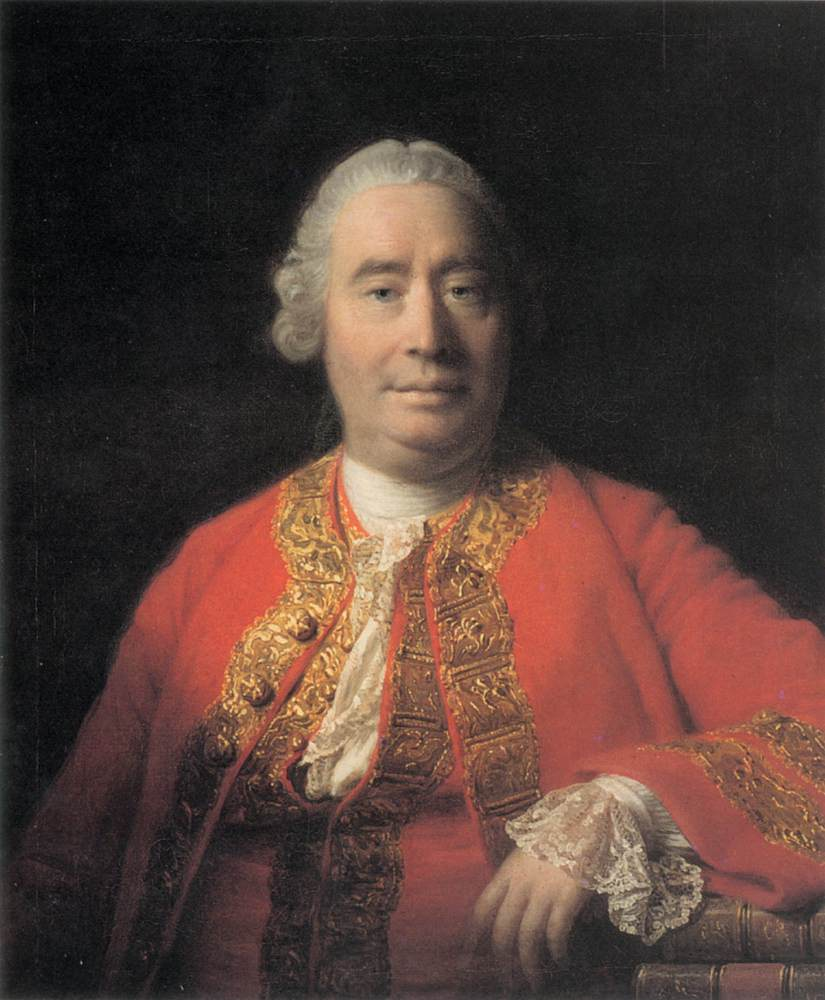
David Hume argumentou que um argumento ontológico não era possível

O filósofo e empirista escocês David Hume argumentou que nada pode ser provado usando apenas o raciocínio a priori. Em seus Diálogos sobre a Religião Natural, o personagem Cleantes propõe uma crítica:
...há um absurdo evidente em fingir demonstrar uma questão de fato, ou prová-la por quaisquer argumentos a priori. Nada é demonstrável, a menos que o contrário implique uma contradição. Nada, que seja distintamente concebível, implica uma contradição. O que quer que concebamos como existente, também podemos conceber como inexistente. Não há ser, portanto, cuja não existência implique uma contradição. Consequentemente, não há ser, cuja existência seja demonstrável.— David Hume em "Dialogues Concerning Natural Religion" 
Hume também sugeriu que, como não temos uma ideia abstrata de existência (exceto como parte das nossas ideias de outros objetos), não podemos afirmar que a ideia de Deus implica a sua existência. Ele sugeriu que qualquer concepção de Deus que possamos ter, podemos conceber que existe ou não existe. Ele acreditava que a existência não é uma qualidade (ou perfeição), portanto um ser completamente perfeito não precisa existir. Assim, ele afirmou que não é uma contradição negar a existência de Deus. Embora esta crítica seja dirigida contra um argumento cosmológico, semelhante ao de Samuel Clarke na sua primeira Palestra Boyle, ela tem sido aplicada também a argumentos ontológicos.

### Immanuel Kant

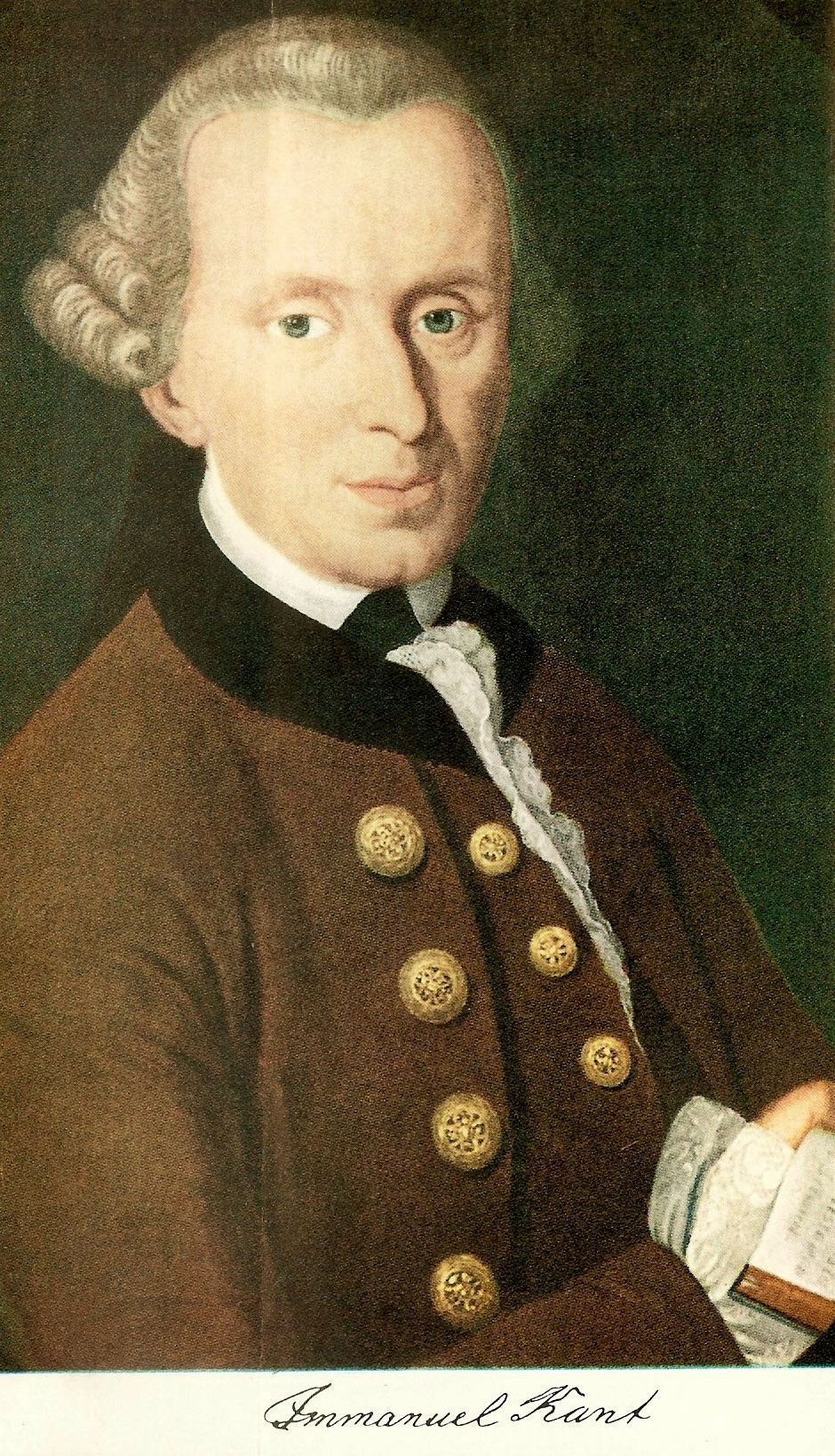
Immanuel Kant propôs que a existência não é um predicado.

Immanuel Kant apresentou uma crítica influente ao argumento ontológico em sua Crítica da Razão Pura. Suas críticas são dirigidas principalmente a Descartes, mas também atacam Leibniz. É moldado pela sua distinção central entre proposições analíticas e sintéticas. Numa proposição analítica, o conceito de predicado está contido no seu conceito de sujeito; numa proposição sintética, o conceito de predicado não está contido no seu conceito de sujeito.
Kant questiona a inteligibilidade do conceito de ser necessário. Ele considera exemplos de proposições necessárias, como "um triângulo tem três ângulos", e rejeita a transferência desta lógica para a existência de Deus. Primeiro, ele argumenta que tais proposições necessárias são necessariamente verdadeiras apenas se tal ser existir: Se um triângulo existe, ele deve ter três ângulos. A proposição necessária, argumenta ele, não torna necessária a existência de um triângulo. Assim, ele argumenta que, se a proposição "X existe" for postulada, seguir-se-ia que, se X existe, ele existe necessariamente; isso não significa que X exista na realidade. Em segundo lugar, ele argumenta que as contradições surgem apenas quando o predicado é rejeitado mas o sujeito é mantido e, portanto, um julgamento de inexistência não pode ser uma contradição, pois nega o sujeito.
Kant propõe então que a afirmação "Deus existe" deve ser analítica ou sintética – o predicado deve estar dentro ou fora do sujeito, respectivamente. Se a proposição for analítica, como o argumento ontológico considera que seja, então a afirmação seria verdadeira apenas por causa do significado dado às palavras. Kant afirma que isto é apenas uma tautologia e não pode dizer nada sobre a realidade. No entanto, se a afirmação for sintética, o argumento ontológico não funciona, pois a existência de Deus não está contida na definição de Deus (e, como tal, seria necessário encontrar provas de Deus).
Kant continua escrevendo: "'ser' evidentemente não é um predicado real" e não pode fazer parte do conceito de algo. Ele propõe que a existência não é um predicado ou qualidade. Isso ocorre porque a existência não acrescenta essência a um ser, mas apenas indica sua ocorrência na realidade. Ele afirma que ao tomar o sujeito de Deus com todos os seus predicados e depois afirmar que Deus existe, "não acrescento nenhum novo predicado à concepção de Deus". Ele argumenta que o argumento ontológico só funciona se a existência for um predicado; se não for assim, ele afirma que o argumento ontológico é invalidado, pois é então concebível que um ser completamente perfeito não exista.
Além disso, Kant afirma que o conceito de Deus não tem um sentido particular; antes, é um "objeto de pensamento puro". Ele afirma que Deus existe fora do reino da experiência e da natureza. Como não podemos experimentar Deus através da experiência, Kant argumenta que é impossível saber como verificaríamos a existência de Deus. Isto contrasta com os conceitos materiais, que podem ser verificados por meio dos sentidos.

### Douglas Gasking
O filósofo australiano Douglas Gasking sistematizou uma versão do argumento ontológico destinada a provar a inexistência de Deus. A intenção não era ser séria, em vez disso, o seu objetivo era ilustrar os problemas que Gasking viu no argumento ontológico.
Gasking afirmou que a criação do mundo é a conquista mais maravilhosa que se possa imaginar. O mérito de tal conquista é produto de sua qualidade e da deficiência do criador, portanto, quanto maior a deficiência do criador, mais impressionante é a conquista. Gasking argumenta que a inexistência seria a maior desvantagem. Portanto, se o universo é o produto de um criador existente, poderíamos conceber um ser maior – um que não existe. Um criador inexistente é maior do que aquele que existe, então Deus não existe. A proposição de Gasking de que a maior deficiência seria a inexistência é uma resposta à suposição de Anselmo de que a existência é um predicado e uma perfeição. Gasking usa essa lógica para assumir que a inexistência deve ser uma deficiência.
Oppy criticou o argumento, vendo-o como uma paródia fraca do argumento ontológico. Ele afirmou que, embora possa ser aceito que seria uma conquista maior para um criador inexistente criar algo do que um criador que existe, não há razão para supor que um criador inexistente seria um ser maior. Ele continuou argumentando que não há razão para ver a criação do mundo como "a conquista mais maravilhosa que se possa imaginar". Finalmente, ele afirmou que pode ser inconcebível para um ser inexistente criar qualquer coisa.

### William L. Rowe
O filósofo da religião americano William L. Rowe acreditava notavelmente que a estrutura do argumento ontológico era tal que inerentemente implora a questão da existência de Deus, ou seja, que é preciso ter uma crença pressuposta na existência de Deus para aceitar a argumentação do argumento. conclusão. Para ilustrar isso, Rowe concebe o conceito de "unicórnio", definido como um "unicórnio que realmente existe". Observe que algum objeto possível é um unicórnio, mas como de fato não existem unicórnios, nenhum objeto possível é um unicórnio. Assim, para saber que os unicórnios são possíveis, você deve saber que os unicórnios existem. Rowe acredita que isso é análogo à concepção de Deus do argumento ontológico na formulação do maior ser concebível: o maior ser concebível é um ser existente onipotente, onipotente e supremamente perfeito. Nada nessa definição demonstra explicitamente a existência, ela é simplesmente acrescentada como uma qualidade filosófica necessária, no mesmo sentido em que ao unicórnio também é dada a qualidade de existência. Portanto, para Rowe, não há como saber a existência do maior ser concebível sem já saber que ele existe – a definição simplesmente levanta a questão.

### Coerência de um ser maximamente grande
No desenvolvimento do argumento ontológico, Leibniz tentou demonstrar a coerência de um ser supremamente perfeito. C. D. Broad respondeu que se duas características necessárias para a perfeição de Deus são incompatíveis com uma terceira, a noção de um ser supremamente perfeito torna-se incoerente. O argumento ontológico assume a definição de Deus proposta pelo teísmo clássico: que Deus é onipotente, onisciente e moralmente perfeito. Kenneth Einar Himma afirmou que onisciência e onipotência podem ser incompatíveis: se Deus é onipotente, então ele deveria ser capaz de criar um ser com livre arbítrio; se ele for onisciente, então deverá saber exatamente o que tal ser fará (o que pode tecnicamente torná-los sem livre arbítrio). Esta análise tornaria o argumento ontológico incoerente, uma vez que as características exigidas de um ser maximamente grande não podem coexistir num ser, portanto tal ser não poderia existir.

### Bertrand Russel
Bertrand Russell, durante a sua fase hegeliana inicial, aceitou o argumento; uma vez ele exclamou: "Grande Deus de Botas! - o argumento ontológico é sólido!" No entanto, mais tarde ele criticou o argumento, afirmando que "o argumento não parece, para uma mente moderna, muito convincente, mas é mais fácil sentir-se convencido de que deve ser falacioso do que descobrir precisamente onde está a falácia mentiras." Ele traçou uma distinção entre existência e essência, argumentando que a essência de uma pessoa pode ser descrita e sua existência ainda permanece em questão.